# Hednota polyargyra
Hednota polyargyra là một loài bướm đêm trong họ Crambidae.